# Fire Birds
Fire Birds (alternatieve titel: Wings of the Apache) is een Amerikaanse actie-avonturenfilm uit 1990 onder regie van David Green.

## Verhaal
Helikopterpiloot Jake Preston (Nicolas Cage) wordt ingezet wanneer het Amerikaanse leger luchtmachtpiloten inschakelt tegen drugstransporten.

## Rolverdeling
| Acteur                | Personage          |
| --------------------- | ------------------ |
| Nicolas Cage          | Jake Preston       |
| Tommy Lee Jones       | Brad Little        |
| Sean Young            | Billie Lee Guthrie |
| Illana Diamant        | Sharon Geller      |
| Dale Dye              | A.K. McNeil        |
| Mary Ellen Trainor    | Janet Little       |
| J.A. Preston          | Generaal Olcott    |
| Peter Onorati         | Rice               |
| Charles Lanyer        | Darren Phillips    |
| Marshall R. Teague    | Doug Daniels       |
| Cylk Cozart           | Dewar Proctor      |
| Charles Kahlenberg    | Oscar De Marco     |
| Gregory Vahanian      | Tom Davis          |
| Bob Lujan             | Steward Rives      |
| Scott Williamson      | Scott Buzz         |
| Mickey Yablans        | Butch Tippet       |
| Bert Rhine            | Eric Stoller       |
| Peter Michaels        | Steve Dobbs        |
| Richard Soto          | Kapitein Tejada    |
| Kristin Wynn          | Jesse Little       |
| Kristin Nicole Barnes | Sam Little         |